# Сан-Мигель-Панистлауака
Сан-Мигель-Панистлауака (исп. San Miguel Panixtlahuaca)  —   населённый пункт и муниципалитет в Мексике, входит в штат Оахака. Население 5724 человека.